# Guiné nos Jogos Olímpicos de Verão de 2000
Guiné participou dos Jogos Olímpicos de Verão de 2000 em Sydney, Austrália.